# 布吕瑟维茨
布吕瑟维茨是德国梅克伦堡-前波莫瑞州的一个市镇。总面积29.88平方公里，总人口2103人，其中男性1070人，女性1033人（2011年12月31日），人口密度70人/平方公里。